# علی‌اکبر جلالی
علی‌اکبر جلالی (زادهٔ ۱ آذر ۱۳۳۳ در وامرزان، دامغان) استاد دانشگاه ایرانی است. دوران کودکی و نوجوانی را در شاهرود گذارند و سپس برای تحصیلات دانشگاهی به تهران رفت. او فارغ‌التحصیل دکترای مهندسی برق-کنترل دانشگاه ویرجینیای غربی ایالات متحده آمریکا است. هم‌اکنون عضو هیئت علمی دانشکده مهندسی برق و پژوهشگر پژوهشکده الکترونیک دانشگاه علم و صنعت ایران است. او به خاطر اولین تلاش‌ها برای توسعه و نفوذ شبکه اینترنت در ایران به ویژه در نقاط روستایی، به «پدر فناوری اطلاعات ایران» شهرت یافته‌است.صاحب نظریه موج چهارم در فضای (عصر) مجازی و از استادان مشهور و ماهر در بیان علوم رایانه، فناوری اطلاعات، شبکه و اینترنت در جهان است.
در بیستم اردیبهشت ۱۳۹۵ همایشی جهت تجلیل از مقام علمی جلالی در دانشگاه شاهرود برگزار شد. سید حسن حسینی نماینده مردم شاهرود و میامی در مجلس دهم پیامی به این همایش فرستاد که ضمن تشکر از برگزارکنندگان همایش به بیان و توصیف جایگاه جلالی و تقدیر و تجلیل وی پرداخت.
در یکم آذر ۱۴۰۲، دکتر جلالی، پیامی در صفحه یوتیوب خود منتشر کرد. او در این پیام گفت که به زندگی به عنوان یک ترکیب پیچیده از حقیقی و مجازی نگاه می اندازد، که با امکانات جدید و چالش‌های فراوان همراه است.
و توصیه هایی برای زندگی موفقیت آمیز در آینده ارائه کرد که مرتبط با استفاده هوشمندانه از داده در دنیای امروز به عنوان یکی از دارایی‌های ارزشمند و توانمندی فناوری‌های تحلیل داده و هوش مصنوعی مولد، برای دستیابی به الگوها و اطلاعات مفیدی از داده‌ها استخراج شده و تصمیم‌گیری‌های بهتر بود.
او در این پیام از ورود انسان ها به دوران چهارم تحولات زندگی خود خبر داد و گفت: عصر مجازی آغاز شده است که فضای جدید ما را در موجی از تغییرات و تحولات عمیق زندگی می‌اندازد. زندگی آینده  ترکیبی از واقعیت فیزیکی موجود و واقعیت مجازی تداخل شده خواهد بود که آثار آنرا در کاربردهای فناوری متاورس و وب ۳ مشاهده می‏کنیم.
او از مخاطبان خود خواست تا تلاش کنند آمادگی لازم برای ورود به عصر مجازی سه بعدی را بدست آورده و تجربیات آموزشی و حرفه‌ای خود را به خوبی در دو دنیای واقعی و فضای مجازی سه بعدی تلفیق کنند.
از این لحظه به دنبال دوقلوی دیجیتال خود بوده و با استفاده از آواتار خود در فضاهای مجازی سه بعدی حضور پیدا کرده و آن را با اطمینان و انعطاف‌پذیری بکار بگیرند. 